# Lophuromys verhageni
Lophuromys verhageni és un rosegador del gènere Lophuromys que viu a una altitud d'entre 2.600 i 3.050 metres al Mont Meru (Tanzània).
Aquesta espècie pertany al subgènere Lophuromys i està relacionada amb L. aquilus. Fou anomenada en honor de Ronald Verhagen per les seves contribucions a la història natural dels mamífers petits a Tanzània. Lophuromys verhageni és un Lophuromys clapat amb la cua curta. És una espècie bastant grossa, però té el crani estret.